# Il rosso amore
Il rosso amore è il terzo album della cantante italiana Filippa Giordano, pubblicato nel 2002.
L'album contiene il brano Amarti sì, con il quale l'artista ha partecipato al Festival di Sanremo 2002 classificandosi al 7º posto. La canzone è presente anche una versione in lingua inglese dal titolo Heaven Knows. 

## Successo commerciale
Pubblicato anche per il mercato internazionale, il disco ha toccato le classifiche di Australia, Regno Unito, Nuova Zelanda e Paesi Bassi. L'edizione giapponese dell'album ha venduto 70.000 copie nel paese.

## Tracce
1. Che luce sei – 4:29
2. Amarti sì – 4:12
3. Il rosso amore – 4:33
4. Lonely Heart – 4:25
5. Io aspetto te – 3:44
6. Dove andiamo noi – 4:30
7. L'alba verrà – 4:25
8. Plaisir d'amour – 3:19
9. Un bel dì vedremo – 3:47
10. Coro a bocca chiusa – 2:59
11. Va' pensiero – 3:28
12. La Barcarolle – 2:54
13. Ballata per Giulietta – 5:21
14. Heaven Knows (Amarti sì) – 4:11

Tracce bonus per l'edizione giapponese
1. Up to the Light – 3:28

1. Il canto della terra (Italian Version) – 1:53

1. Il canto della terra (Japanese Version) – 1:53

## Classifiche
| Classifica (2002) | Posizione massima |
| ----------------- | ----------------- |
| Australia         | 24                |
| Nuova Zelanda     | 17                |
| Paesi Bassi       | 62                |
| Regno Unito       | 95                |